# Харківський центр українознавства
Харківський центр українознавства (ХЦУ) — це міська громадська організація, що була створена на базі Харківського гуманітарного університету «Народна українська академія» восени 2002 року.

## Заснування
Серед засновників Харківського центру українознавства — Національний технічний університет «Харківський політехнічний інститут», історичний факультет Харківського національного університету імені В. Н. Каразіна, Національна фармацевтична академія України, Харківський текстильний технікум, Будинок народної творчості, Харківський будинок учених та Харківська державна наукова бібліотека імені В. Г. Короленка.

## Діяльність
Головною метою діяльності ХЦУ є здійснення просвітницької та культурної діяльності, спрямованої на формування національної самосвідомості, прищеплення любові до надбань українського народу, його мови, літератури та традицій.
Основними напрямами роботи Центру є проведення навчально-наукової, виховної та культурної роботи. Серед головних завдань слід назвати проведення конкурсів, фестивалів, різноманітних виставок, надання допомоги при проведенні наукових досліджень.
Досягненнями Харківського центру українознавства є повне видання праць видатного українського історика Д. І. Багалія. Зібрання праць підготовлене на високому академічному рівні, доповнене коментарями сучасних істориків, розширене нотатками та вставками.
Організація видає альманах «Протей», який є періодичним виданням (видавництво ХГУ «НУА», ініціатори та упорядники — завідувач кафедри теорії і практики перекладу професор В. О. Подміногін, доцент кафедри теорії і практики перекладу О. А. Кальниченко), який висвітлює проблеми розвитку перекладознавства, у якому автори можуть розмістити нові переклади художніх та наукових творів різних жанрів. У періодичному виданні друкують як класику, так і маловідомі чи малодоступні матеріали. До друку також беруть розвідки з лексикографії, рецензії, статті, присвячені проблемам теорії та історії перекладу.
Спільно з кафедрою українознавства Харківського гуманітарного університету «Народна українська академія» ХЦУ є організатором різноманітних конкурсів. Так, до форм виховної роботи належить проведення Тижнів української культури. Зусиллями ХЦУ та кафедри українознавства проводяться круглі столи, присвячені висвітленню актуальних проблем сучасного мовознавства та літературознавства. Важливим складником Тижнів української культури стало проведення конкурсів виразного читання серед учнів 10-х — 11-х класів Харкова, під час яких учасники мають змогу продемонструвати свої творчі здібності, читаючи перед однолітками, наставниками та членами журі найулюбленіші поезії чи уривки з прозових творів. Щороку організатори конкурсу обирають різні теми: «Обрії кохання (світова інтимна лірика в українських перекладах)», «І буду я, Вітчизно-мати, твоїм поетом і бійцем…» (до 70-річчя визволення україни від нацистських загарбників), «Мій предковічний, мій умитий росами, космічний, вічний, зоряний, барвінковий…», «Як много важить слово…», присвячений 155-річчю від дня народження І. Я. Франка, «Не любить серце, не бачачи краси…» тощо. Традиційно в межах Тижня української культури відбувається конкурс власних літературних творів, під час якого школярі та студенти мають змогу пройти першу пробу пера.
ХЦУ долучається й до проведення фестивалів, зокрема в 2014 році відбувся фестиваль «Shevchenko — artifex orbis», присвячений Тарасу Шевченку.
Також ХЦУ сприяє проведенню наукових конференцій, участь у яких беруть як провідні науковці: лінгвісти, літературознавці, мистецтвознавці, так і студенти та школярі.
Важливою подією в ХГУ «НУА» стало відкриття кабінету-музею імені Т. Г. Шевченка, де всі охочі можуть подивитися на малярські роботи Кобзаря, погортати сторінки різних видань творів майстра слова, переглянути роботи школярів про письменника: малюнки, поетичні твори, а також наукові дослідження.